# Stinka, Zolociv
Stinka (în ucraineană Стінка) este un sat în comuna Velîka Vilșanîțea din raionul Zolociv, regiunea Liov, Ucraina.

## Demografie
Componența lingvistică a localității Stinka
     Ucraineană (99,32%)
     Alte limbi (0,68%)
Conform recensământului din 2001, majoritatea populației localității Stinka era vorbitoare de ucraineană (99,32%), existând în minoritate și vorbitori de alte limbi.